# Rufus (buizerd)

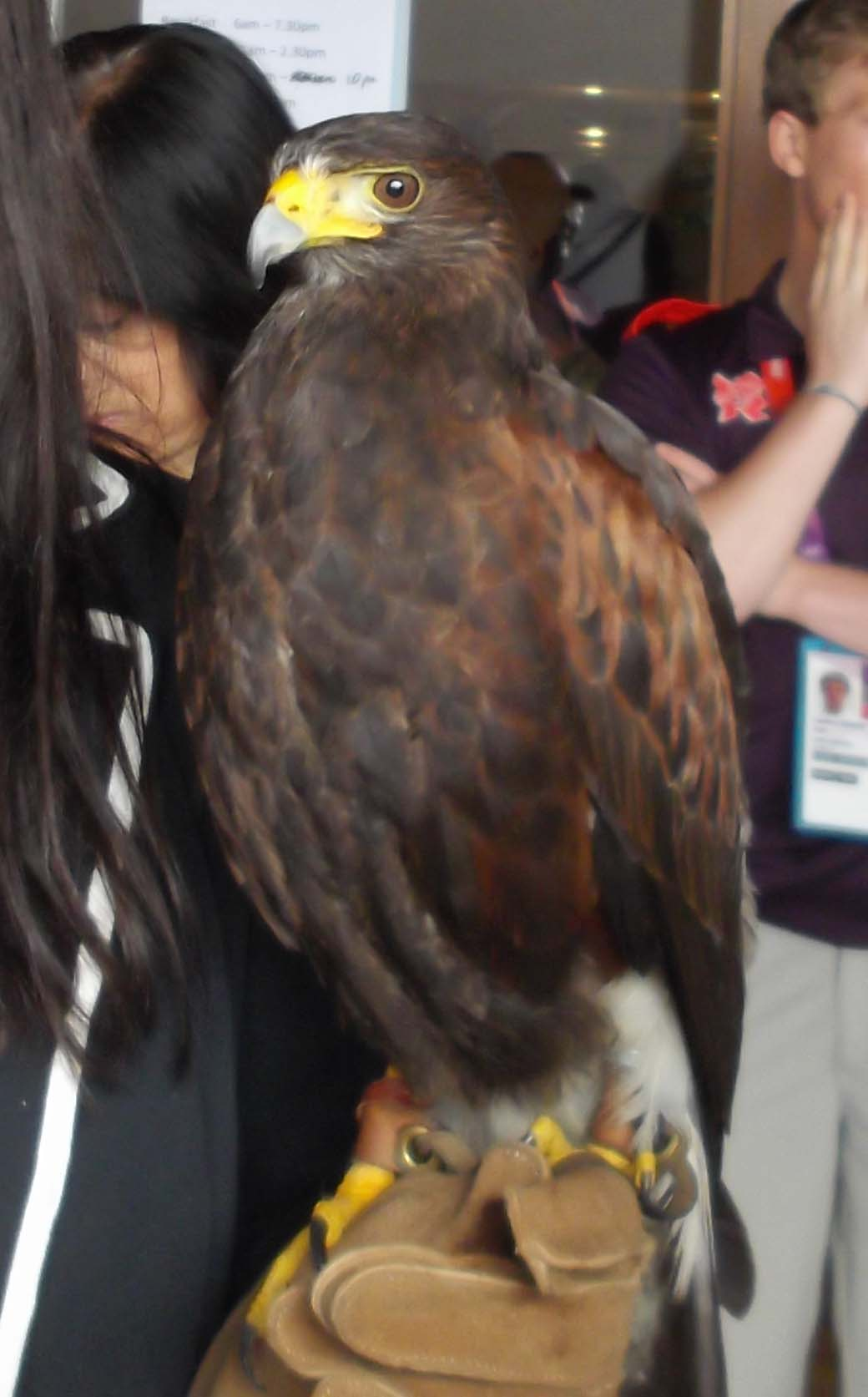
Rufus

Rufus the Hawk, kortweg Rufus (2007), is een woestijnbuizerd die als vogelverschrikker functioneert voor onder andere Wimbledon, Lord’s Cricket Ground en Westminster Abbey.

## Carrière
Rufus begon zijn werk als vogelverschrikker op Wimbledon in 2007, toen hij vijftien weken oud was. Hij volgde toen zijn soortgenoot Hamisch op die sinds 1999 in dienst was.
In 2012 werd hij uit de auto gestolen waar hij overnacht tijdens het toernooi. Een grootschalige zoekactie en drie dagen verder werd het dier afgeleverd bij de dierenbescherming.

## Context
Duiven zijn een doorn in het oog in publieke ruimten vanwege de vervuiling en omdat ze op net ingezaaide grasvelden de zaden wegpikken. De inzet van roofvogels blijkt een effectieve en natuurlijke manier om het probleem te verhelpen. Rufus is dan ook niet de enige roofvogel in civiele dienst. Onder andere ook in het stadion van Paris Saint Germain in Parijs worden roofvogels ingezet. 